# Greenberg
Greenberg är en amerikansk långfilm från 2010, skriven och regisserad av Noah Baumbach. I huvudrollen syns Ben Stiller som den desillusionerade Roger Greenberg, en 40-årig man som återvänder till sin hemstad Los Angeles efter ett nervöst sammanbrott.

## Rollista
| Ben Stiller          | – Roger Greenberg                |
| Greta Gerwig         | – Florence Marr                  |
| Rhys Ifans           | – Ivan Schrank                   |
| Jennifer Jason Leigh | – Beth                           |
| Merritt Wever        | – Gina                           |
| Chris Messina        | – Phillip Greenberg, Rogers bror |
| Brie Larson          | – Sara                           |
| Juno Temple          | – Muriel                         |
| Mark Duplass         | – Eric Beller                    |
| Dave Franco          | – Rich                           |
| Jake Paltrow         | – Johno                          |